# Protestas en Tangshan de 2004
Las protestas en Tangshan de 2004 ocurrieron después de que más de 11 000 agricultores en la provincia de Hebei, China, firmaran una petición pidiendo la destitución de los funcionarios del Partido Comunista que supuestamente estaban involucrados en actos de corrupción. La protesta provocó una ofensiva contra los activistas de derechos y una mayor represión de los agricultores.

## Antecedentes
Entre 1992 y 1997, 230 00 agricultores chinos fueron reasentados en la ciudad de Tangshan, Hebei, para dar paso al embalse de Taolinkou, unos 100 km (62,1 mi) al este de Pekín. En 2004, más de ocho años después de su traslado, los agricultores no habían recibido una compensación adecuada. Por eso, afirmaron que los funcionarios del gobierno local se habían apropiado indebidamente de hasta 60 millones de yuanes de fondos de compensación. Dijeron que les debían 13000 yuanes por hogar en compensación, pero algunos habían recibido solo la mitad de la cantidad, mientras que otros no habían recibido nada.

## Eventos
Bajo el liderazgo de Zhang Youren, un activista campesino, los agricultores organizaron una petición. En febrero de 2004, un grupo de diez representantes campesinos viajó a la capital para presentar su petición a la Asamblea Nacional del Pueblo. En su discurso de apertura ante el Congreso, el primer ministro Wen Jiabao prometió tomar medidas enérgicas contra la corrupción y las confiscaciones ilegales de tierras. Sin embargo, los agricultores de Tangshan fueron detenidos por la policía de Pekín que los acusó de ser miembros de Falun Gong y subversivos. Se presionó a Zhang Youren para que denunciara a los 'criminales' que habían apoyado la petición. Zhao Yan perdió rápidamente su trabajo en la revista China Reform y al final del año había sido encarcelado; todavía estaba en la cárcel dos años después cuando las autoridades finalmente lo condenaron por fraude. Li Boguang fue arrestado en diciembre de 2004, pero fue liberado al cabo de unas semanas con la condición de que no participara más en las protestas de los agricultores. Yu Meisun, que ya había cumplido una sentencia de cárcel anterior, pudo publicar un diario en línea que brindaba detalles del acoso policial.